# مورتن کنرادسن
مورتن کنرادسن (انگلیسی: Morten Konradsen؛ زادهٔ ۳ مهٔ ۱۹۹۶) بازیکن فوتبال اهل نروژ است.
از باشگاه‌هایی که در آن بازی کرده‌است می‌توان به باشگاه فوتبال بوده/گلیمت اشاره کرد.
وی همچنین در تیم‌های ملی فوتبال زیر ۱۵، ۱۶، ۱۷، ۱۸، ۱۹ و ۲۱ سال نروژ بازی کرده‌است.

## زندگی شخصی
برادر مورتن، آندرس نیز بازیکن فوتبال است. آن‌ها همچنین پسر عموی میکل کنرادسن سیده و امیل کنرادسن سیده هستند که آن دو برادر نیز در فوتبال اشتغال دارند.